# Aafke Soet
Aafke Soet, née le 23 novembre 1997 à Heerenveen, est une coureuse cycliste néerlandaise.

## Biographie
En 2012, elle participe aux Jeux olympiques de la jeunesse d'hiver.
En 2018, sur la cinquième étape de l'Healthy Ageing Tour, elle part seule dans le final et s'impose,. Elle remporte également le classement de la meilleure jeune de l'Emakumeen Euskal Bira.
Le 19 octobre 2020, il est annoncé qu'elle rejoindra la nouvelle équipe Team Jumbo-Visma en 2021.
Après deux saisons avec cette équipe, Soet annonce arrêter sa carrière professionnelle. Elle révèle alors avoir été atteinte d'anorexie durant cinq ans et en être guérie. Elle rejoint en 2023 une organisation néerlandaise ayant pour objectif de lutter contre les troubles alimentaires dans le sport.

## Palmarès sur route
- 2014
  -  Championne d'Europe du contre-la-montre juniors
  -  Championne des Pays-Bas du contre-la-montre juniors
- 2015
  - 2e au championnat des Pays-Bas du contre-la-montre juniors
  - 4e au championnat d'Europe du contre-la-montre juniors
  - 6e au championnat du monde du contre-la-montre juniors
- 2017
  - Chrono des Nations espoirs
- 2018
  -  Championne d'Europe du contre-la-montre espoirs
  - 5e étape de l'Healthy Ageing Tour
  -  Médaillée d'argent du championnat d'Europe sur route espoirs

### Classements mondiaux
| Année                                 | 2017 | 2018 | 2019 | 2020 | 2021 | 2022  |
| ------------------------------------- | ---- | ---- | ---- | ---- | ---- | ----- |
| Classement UCI                        | 231e | 144e | nc   | nc   | nc   | 1148e |
| UCI World Tour                        | nc   | 126e | nc   | nc   | nc   | 263e  |
|                                       |      |      |      |      |      |       |
| Légende : nc = non classéSource : UCI |      |      |      |      |      |       |